# Typhonia animosa
Typhonia animosa is een vlinder uit de familie zakjesdragers (Psychidae). De wetenschappelijke naam van deze soort is, als Melasina animosa, voor het eerst geldig gepubliceerd in 1913 door Edward Meyrick. De combinatie in Typhonia werd in 2002 gemaakt door Vári et al.

## Type
- holotype: "male, J. Swierstra"
- instituut: TMSA, Pretoria (Zuid-Afrika)
- typelocatie: "Zuid-Afrika, Pretoria"